# Damaged Goods (1914)
Damaged Goods is een Amerikaanse stomme film uit 1914, onder regie van Tom Ricketts met in de hoofdrollen Richard Bennett en Adrienne Morrison. Het is een bewerking van het toneelstuk Les Avariés uit 1901, geschreven door Eugène Brieux. De film is wellicht zoekgeraakt.

## Verhaal
George Dupont (Richard Bennet) is een ijverige rechtenstudent die verloofd is met Henriette Locke (Olive Templeton), de dochter van een senator. Nadat hij partner is geworden in het advocatenkantoor van de senator, belandt George dronken in bed met een prostituee (Adrienne Morrison). Later ontdekt hij dat hij syfilis heeft en staat op het punt om vergif in te nemen, wanneer de prostituee langskomt en hem tegenhoudt. Ze vertelt dat ze syfilis heeft opgelopen van een rijke man, die gerespecteerd bleef, terwijl haar behandeling in ziekenhuizen werd geweigerd. Boos besloot ze mannen uit de hogere klassen te besmetten, totdat Dr. Clifford (Louis Bennison), een specialist in geslachtsziekten, haar hielp. Hoewel Dr. Clifford George waarschuwt om niet te trouwen tijdens de twee jaar durende behandeling, gaat George, die zich onder druk gezet voelt om te trouwen, naar een kwakzalver die belooft dat hij binnen drie maanden genezen zal zijn. Na het huwelijk wordt Georges kind gediagnosticeerd met syfilis. Henriette vertrekt, en George loopt de zee in.

## Rolverdeling
| Acteur            | Personage             |
| ----------------- | --------------------- |
| Richard Bennett   | George Dupont         |
| Adrienne Morrison | a Girl of the Streets |
| Maud Milton       | Mrs. Dupont           |
| Olive Templeton   | Henriette Locke       |
| Josephine Ditt    | Mrs. James Forsythe   |
| Jacqueline Moore  | Seamstress            |
| Florence Short    | Nurse                 |
| Louis Bennison    | Dr. Clifford          |
| John Steppling    | Senator Locke         |
| William Bertram   | a Quack Doctor        |
| George Ferguson   | the Quack's Assistant |

## Productie en release
Filmhistoricus Terry Ramsaye stelde destijds dat de film "pretentieus gemaakt" was voor een kostprijs van minder dan $50.000, inclusief marketing, en dat de opbrengst aan de kassa waarschijnlijk meer dan $2.000.000 bedroeg. Volgens een verslag uit 1915 was de vraag van het publiek naar de film in Detroit zo groot dat de politie de menigte in de bioscoop in toom moest houden.
Damaged Goods werd in 1917 opnieuw uitgebracht in een "nieuwe versie", mogelijk als reactie op bezorgdheden over de verspreiding van geslachtsziekten onder soldaten uit de Eerste Wereldoorlog. In 1919 werd de film nogmaals uitgebracht.

## Ontvangst
De film werd positief ontvangen door critici. Recensies in Variety en The Moving Picture World prezen de film als moreel heilzaam.